# Temblor (novela)

Temblor (Shiver en el original) es una novela para jóvenes de la escritora estadounidense Maggie Stiefvater, publicada en 2009, primera de la trilogía, que continuó con Rastro (Linger) en 2010 y Siempre (Forever), en 2011.
Publicado en español el año 2010 por el Grupo SM, fue el libro más vendido por la editorial en la Navidad de ese año, alcanzando los 25.000 libros desde su lanzamiento. 
Los derechos para llevarla a la gran pantalla han sido comprados por Unique Features.

## Sinopsis
Grace, una joven muy práctica e independiente, conoce a un chico, Sam, cuyos ojos amarillentos despiertan en ella una familiaridad no exenta de inquietud. Tras el verano llega el invierno y con él, cambios que no siempre son deseados. ¿Podrán ambos jóvenes superar los obstáculos que existen en sus vidas? Una novela que demuestra que el amor muchas veces tiene mil y un barreras las cuales aunque cueste debes superar 

### Los libros
1. Temblor.
2. Rastro.
3. Siempre.
4. Perdido.

## Personajes
- Sam: Protagonista
- Grace: Protagonista.
- Olivia: Mejor amiga de Grace y Rachel.
- Rachel: Mejor amiga de Grace y Olivia
- John: Hermano  mayor de Olivia.
- Jack: Hermano de Isabel.
- Isabel: Hermana de Jack.
- Beck: Licántropo, pardo, y padre adoptivo de Sam.
- Paul: Licántropo, negro,jefe de la manda de lobos
- Shelby: Licántropa, blanca,que se siente atraída por Sam ya que le interesa el poder